# جایزه موسیقی متن کن
جایزه موسیقی متن کن (انگلیسی: Cannes Soundtrack Award) جایزه مستقل از جشنواره فیلم کن است که  توسط هیئت داوران به یکی از فیلم ها اهدا می شود.